# Karim Abdul Razak
Karim Abdul Razak (Kumasi, 18 aprile 1956) è un allenatore di calcio ed ex calciatore ghanese, di ruolo centrocampista.

## Carriera
Uno dei migliori calciatori africani a cavallo degli anni '70 e '80, Razak vinse con la sua Nazionale la Coppa d'Africa del 1978 e fu nominato lo stesso anno Pallone d'oro africano.

## Palmarès

### Giocatore

#### Club

##### Competizioni nazionali
- Ghana Premier League: 5

Asante Kotoko: 1975, 1981, 1982, 1986, 1987
- Coppa del Ghana: 1

Asante Kotoko: 1976
- Campionato NASL: 1

N.Y. Cosmos: 1980
- Campionato ivoriano: 2

Africa Sports: 1988, 1989
- Coppa della Costa d'Avorio: 1

Africa Sports: 1989

##### Competizioni internazionali
- Coppa delle Coppe d'Africa: 1

Al-Mokawloon: 1983

#### Nazionale
- Coppa d'Africa: 1

Ghana 1978

#### Individuale
- Calciatore africano dell'anno: 1

1978
- Calciatore ghanese dell'anno: 1

1978
- Capocannoniere della UAE Football League: 1

1980-81

### Allenatore
- Campionato maliano: 6

Stade Malien: 2000, 2001, 2002, 2005, 2006, 2011
- Coppa del Mali: 2

Stade Malien: 2001, 2006